# Giorgio di Nicomedia
Giorgio di Nicomedia (IX secolo – post 880) è stato un arcivescovo e teologo bizantino.

## Biografia
Fu l'archivista di Santa Sofia e ha vissuto verso la fine del IX secolo. Fu inoltre intimo amico di Fozio, di cui fu anche un fervente sostenitore. Venne da quest'ultimo nominato metropolita di Nicomedia nell'860 a seguito della deposizione di Ignazio. Venne deposto dalla sua sede dopo il Concilio dell'869, per poi riprenderne il possesso alla morte di Ignazio. Sottoscrisse gli Atti del Concilio che riportarono Fozio sul trono patriarcale. Non si conosce la data della sua morte ma ciò che invece sappiamo è che è stato un grande predicatore in quanto vengono a lui assegnate ben 170 omelie di cui solo 10 sono state pubblicate. Quest'ultime sono tutte dedicate alla figura della Vergine Maria ad eccezione di una rivolta invece ai martiri Cosma e Damiano.

## Opere
Le prime quattro omelie sono state realizzate in occasione del concepimento di Anna, madre di Maria. La prima è principalmente dedicata all'elogio delle figure dei genitori di Maria, Anna e Gioacchino, mentre le altre tre sono dedicate al tema della presentazione al tempio della Santissima Vergine. Altre due, ovvero "Maria ai piedi della croce" e "Maria al sepolcro" danno risalto al ruolo di mediatrice dell'Immacolata e al suo essere madre spirituale dell'umanità. Queste due, in particolare, manifestano la particolare sensibilità dell'autore nei confronti della Theotókos. Questi ha inoltre realizzato diversi inni per celebrare in particolare la presentazione di Maria al Tempio, la sua natività e il suo grande potere di intercessione presso Dio.

### Omelia "Maria ai piedi della croce"
Quest'opera fonda l'intera struttura sul tema dell'economia della salvezza che raggiunge la sua acme nella simbolo della croce, secondo il dogma cristiano, sorgente di vita eterna. Nella rappresentazione dell'autore viene esaltata per questo la figura del Cristo benefattore dell'umanità. Grande pathos si percepisce nella dettagliata descrizione degli scherni a cui è sottoposto il Cristo per obbedienza alla volontà del Padre e la profonda sofferenza di Maria, sopportata con perseveranza, mediante il sostegno dello Spirito Santo.
Segue poi una parte in cui viene presentata la figura della Vergine. Questa è rappresentata ai piedi della croce con il viso solcato dalle lacrime. Nell'evento della Passione di Cristo l'autore sottolinea la docilità della madre che si rispecchia in quella del figlio, il quale affida Maria al discepolo prediletto Giovanni, costituendola così madre di tutta l'umanità. Le svela così il mistero della Passione insieme al suo valore salvifico. L'omelia prosegue a questo punto descrivendo Maria alla ricerca di un luogo che possa ospitare il corpo di Cristo e si rivolgerà per questo alla figura di Giuseppe D'Arimatea.
Seguirà la parte in cui l'autore immagina le parole della madre rivolte al figlio deposto dalla croce che però viene ritratto nelle vesti dell'uomo-Dio. Anche in questo caso il dolore della madre si unisce alla ferma certezza che la morte del Cristo sia soltanto il preludio della rinascita spirituale dell'umanità. Sarà infatti quest'ultima, al termine dell'omelia, a dare l'annuncio della risurrezione.

### Omelia "Maria al sepolcro"
Questo scritto ha inizio con un grido di gioia, segno della vittoria di Cristo sul peccato e sulla morte. È necessario quindi "far risuonare il canto di vittoria a colui che per sempre ha dissolto la guerra [...] a colui che ha messo in catene il potente principe di questo mondo e, come bottino, gli ha strappato le anime sulle quali da sempre esercitava il suo potere". Il tratto della gioia e dell'esultanza sono alla base di quest'omelia che è di fatto un inno di lode a Dio. Ed è per il tramite di Maria che l'umanità può così godere totalmente dei frutti della risurrezione.